# 244 (număr)
244 (două sute patruzeci și patru) este numărul natural care urmează după 243 și precede pe 245 într-un șir crescător de numere naturale.

## În matematică
244:
- Este un număr par.
- Este un număr compus.[1]
- Este un număr deficient.[2][3]
- Este un număr nontotient.[4][5]
- Este un număr 42-gonal.[6]
- Este suma a două numere pozitive la puterea a 5-a.[7] ({\displaystyle 244=1^{5}+3^{5}\,})
- Este al doilea număr antiperfect, ceea ce înseamnă că inversarea cifrelor divizorilor proprii și adunarea acestora dă 244.[8] ({\displaystyle 1+2+4+16+221=244\,})
- Face parte din șirul 1, 2, 4, 8, 61, 221, 244, ... în care fiecare număr este format prin inversarea cifrelor dublului numărului anterior.[9]
- Este un număr harshad în bazele 3, 9, 11, 61, 62, 81, 121, 122, 123, 184, 241 și 243.
- Este un număr palindromic în bazele 3 (1000013), 11 (20211), 60 (4460), 121 (22121) și 243 (11243).

## În știință

### În astronomie
- Obiectul NGC 244 din New General Catalogue este o galaxie lenticulară cu o magnitudine 12,9 în constelația Balena.
- 244 Sita este un asteroid din centura principală.
- 244P/Scotti (Scotti 1) este o cometă periodică din sistemul nostru solar.

## În alte domenii
244 se poate referi la:
- Prefixul telefonic internațional pentru Angola.
- Un număr norocos în țări ca Emiratele Arabe Unite și mai ales Dubai.